# مورگان پلاس ۸
مورگان پلاس ۸ (Morgan Plus ۸) خودرویی است که در سال‌های ۱۹۶۸ تا ۲۰۰۴در انگلند تولید شده‌است.
این خودرو در کلاس خودرو اسپورت قرار گرفته، طراحی آن خودروهای موتور جلو-محور عقب بوده طول آن در حالت طبیعی ۱۴۶ اینچ (۳٬۷۰۸ میلیمتر)، عرض آن در حالت طبیعی ۵۷٫۵–۶۷٫۰ اینچ (۱٬۴۶۰–۱٬۷۰۲ میلیمتر) و ارتفاع آن در حالت طبیعی ۵۲ اینچ (۱٬۳۲۱ میلیمتر) و وزن آن در حالت طبیعی ۱٬۸۷۶ پوند (۸۵۱ کیلوگرم) است. سیستم جعبه‌دندهٔ آن ۵ دنده به صورت دستی است.

## نگارخانه

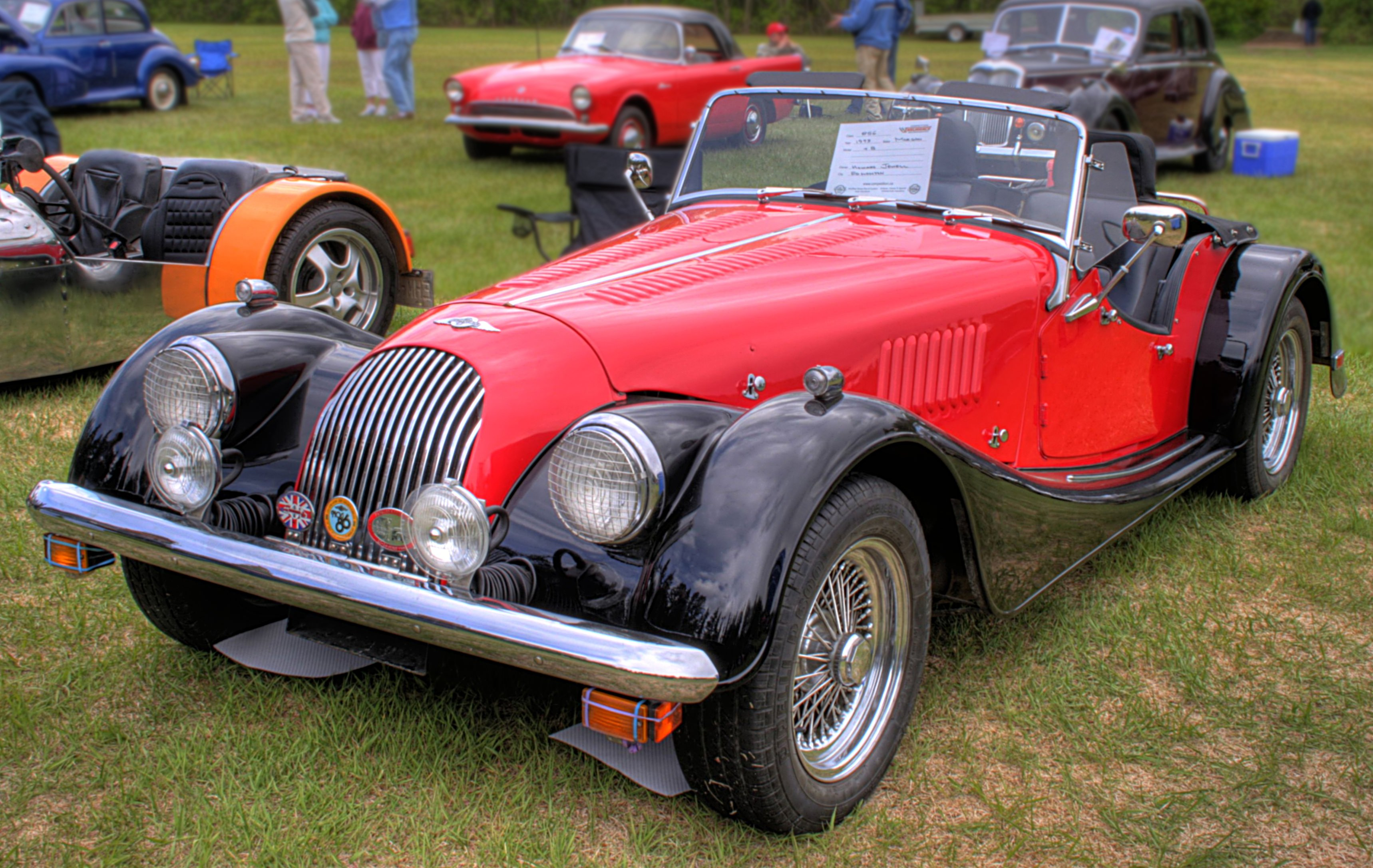
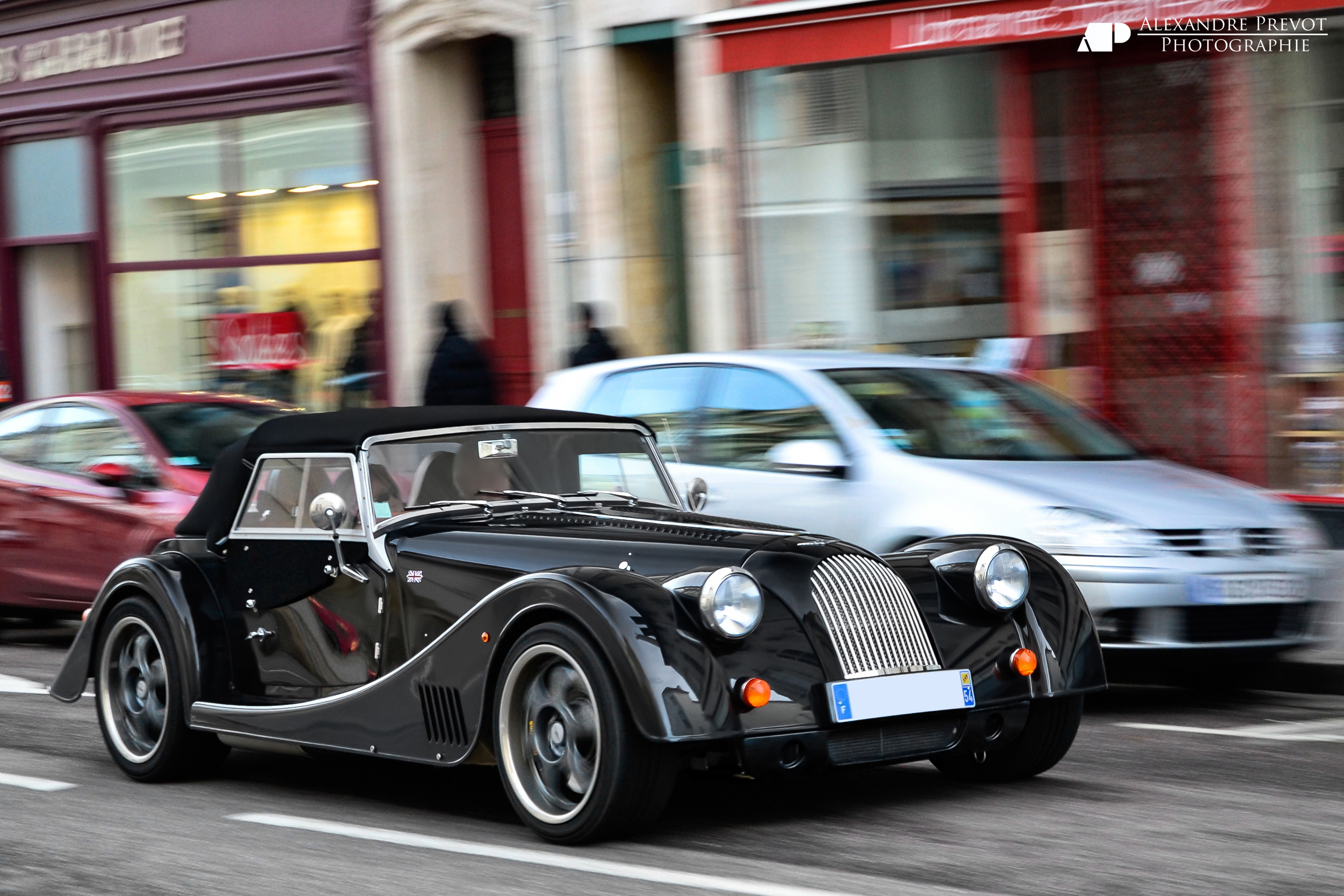